# 岡林里
岡林里是臺灣臺南市左鎮區下的一個里，原為臺南縣左鎮鄉岡林村，2010年底隨臺南縣市合併改制後改為岡林里。地名由來據說是因為在岡林派出所以北，「埔頂」的山勢像是「公媽爐」，叫久了變成「岡仔林」，岡林村的地名由此而來:127。面積12.4平方公里，原有11鄰，2018年臺南市政府里鄰調整後成7個鄰。
本里地形多變，大致呈現向北開口的盆地，承接最南邊相鄰的二寮里、西邊的澄山里起伏不定地勢，接著一路向東北傾斜變得低緩，然後連接內，山坡間雜有泥岩惡地形，沖刷下來的小平原可耕種居住。
里內有李家古厝、十九世紀中即設立的岡林教會等等，足證此里開墾歷史相當悠久。但本里與其他農村地區同樣面臨人口外流問題，里內原來的岡林國小已於2006年廢校，里民學童必須改至左鎮市區的左鎮國小上課。2011年臺南市政府觀光旅遊局重新活化利用，整理相關設施過後可供旅客露營。

## 沿革

### 二戰以前
荷治時期，今岡林里一帶連同整個左鎮區名義上屬於北部地方會議區管轄:2。明鄭時期，則在名義上歸天興縣新化里:258。而在清治初期，岡林里一帶屬於諸羅縣新化里，後來歷經調整，先是改歸臺灣縣新化里管轄:260。後來新化里又細分，該地改歸新化南里管轄:260。新化南里後來又細分，該地歸外新化南里管轄:260。到了清末時，岡林里一帶當時的完整行政區劃是「福建臺灣省臺南府安平縣外新化南里岡仔林（崗仔林、崗梓林）莊」:331:127、261。相傳在清乾隆時期，有西拉雅族新港社人遷移到今天岡林里一帶，之後在嘉慶年間發展成大聚落:127。